# État islamique d'Afghanistan
Ne doit pas être confondu avec Émirat islamique d'Afghanistan ou État transitoire islamique d'Afghanistan.
Pour les articles homonymes, voir État islamique.
1992–2002
Entités précédentes :
- République d'Afghanistan

Entités suivantes :
- État transitoire islamique d'Afghanistan

L’État islamique d'Afghanistan est le nom officiel adopté par l'Afghanistan après la chute du régime communiste de la république démocratique d'Afghanistan, en 1992. Quatre ans plus tard, le gouvernement est chassé de la capitale par les moudjahidine  qui instaurent l'émirat islamique d'Afghanistan.

## Histoire et chute du régime
Après la chute de Kaboul lors de la guerre civile afghane en 1992, l'État islamique d'Afghanistan est proclamé par l'Alliance du Nord (dirigée par Massoud), alors que la situation politique est loin d'être stabilisée. En effet, les nouvelles autorités devront faire face à une insurrection prenant de plus en plus d'ampleur par les Talibans et d'autres groupes extrémistes.
À partir de 1994, les Talibans conquièrent peu à peu les différentes provinces du pays. De 1994 à 1996, soutenus par l’armée pakistanaise, ils conquièrent l’essentiel du pays (sauf le réduit tadjik au nord-est) et instaurent une dictature fondamentaliste. Des membres du Hezb-é-islami (parti de Hekmatyar) entrent au gouvernement du président Rabbani tandis que Hekmatyar devient Premier ministre.
En 1996, le pays est rebaptisé « émirat islamique d'Afghanistan » par les Talibans qui ont pris le contrôle de la majorité du territoire. Le Front uni islamique et national pour le salut de l'Afghanistan, connu en Occident sous le nom d'« Alliance du Nord », fut créé par l'État islamique d'Afghanistan cette même année, regroupant toutes les forces anti-talibans. Il était le représentant légitime de l'Afghanistan au sein des Nations unies.
À la suite de l'invasion du pays en 2001 par les États-Unis, l'État islamique d'Afghanistan, reprend le contrôle de la totalité du territoire afghan qui est alors administré par une Administration intérimaire, puis par une Administration transitoire. La Constitution de 1964 est rétablie.
En 2002, le pays adopte le nom officiel d'État transitoire islamique d'Afghanistan, jusqu'à l'adoption deux ans plus tard d'une nouvelle constitution : le pays prend alors le nom de république islamique d'Afghanistan.

### Note
1. ↑  L'émirat islamique d'Afghanistan n'étant pas reconnu internationalement, l'État islamique d'Afghanistan dure de jure jusqu'en 2002. Sous le règne des talibans, il est incarné par l'Alliance du Nord, puis, après la libération du pays, par Administration intérimaire afghane.